# 道脇広行
道脇 広行（みちわき ひろゆき、1968年8月13日 - ）は、日本の男性俳優、声優。エム・アール所属。以前はコムラ企画に所属していた。元劇団民話芸術座団員。熊本県出身。

## 出演

### テレビアニメ
- HUNTER×HUNTER（第1作）（ソミー）
- 鈴森なんでも相談所（サラリーマン、幸次郎）

### テレビドラマ
- 怪人くいしんぼ!
- 刑事貴族
- 鳥人戦隊ジェットマン - ウェイター
- 十津川警部シリーズ49 - 青木武
- 松本清張ミステリー時代劇　第二話「七種粥」，第五話「大黒屋」 - 八丁堀の同心
- 中居正広の金曜日のスマイルたちへ放送600回記念3時間スペシャル 再現VTR - 田中角栄
- 望郷「雲の糸」

### 舞台
- 終末のフール
- マウス